# Enoplomischus ghesquierei
Enoplomischus ghesquierei là một loài nhện trong họ Salticidae.
Loài này thuộc chi Enoplomischus. Enoplomischus ghesquierei được Giltay miêu tả năm 1931.